# Nicholas Sanderson
Nicholas Sanderson (* 27. Mai 1984 in Ararat) ist ein ehemaliger australischer Radrennfahrer.
Bei den Straßenradsport-Weltmeisterschaften 2002 im belgischen Zolder wurde Nicholas Sanderson Dritter im Straßenrennen der Junioren hinter Arnaud Gérard und Jukka Vastaranta. 2005 fuhr er dann für das Farmteam von Liberty Seguros-Würth. Ab der Saison 2006 stand er bei dem belgischen ProTeam Davitamon-Lotto unter Vertrag. Er verließ die Mannschaft jedoch schon im Februar 2006, da er zum damaligen Zeitpunkt an einer leichten Form der Epilepsie litt.  Anschließend fuhr er für kleinere Radsportteams, bis er zur Saisonmitte 2012 seine Karriere beendete.

## Teams
- 2005 Liberty Seguros-Würth (U23)
- 2006 Davitamon-Lotto
- 2007 Southaustralia.com-AIS
- 2008 Jelly Belly Cycling Team
- 2009 Rock Racing
- 2010 Amore & Vita-Conad
- 2011 Amore & Vita (bis 30.06.)
- 2011 Genesys Wealth Advisers (ab 01.07.)
- 2012 Genesys Wealth Advisers (bis 31.07.)